# Купленка (Мінська область)
Купленка (біл. вёска Купленка) — село в складі Крупського району Мінської області, Білорусь. Село підпорядковане Ухвальській сільській раді, розташоване в східній частині області.